# 放課後少年
『放課後少年』（ほうかごしょうねん）は、コナミデジタルエンタテインメントが2008年1月31日にニンテンドーDS向けに発売したコンピュータゲームである。

## 概要
主人公は昭和50年代初頭の昭和町と呼ばれる架空の町に住む。

## 登場人物
オサム（オサくん）
本作品の主人公。
あつし
ひみつ基地の仲間。将来の夢はプロ野球選手。後に昭和町の消防官になる。
カズ
ひみつ基地の仲間。将来の夢は社長。後に社長を夢見る会社員になる。
よしお（よっちゃん）
秘密基地の仲間。将来の夢は落語家。後に落語家を目差す中年となる。
かおる
主人公の女友達。ツンデレキャラ。将来の夢はスチュワーデス。後に隣町の保育士となる。
せつこ（せっちゃん）
主人公の女友達。ボーイッシュキャラ。後に小学校の教師になる。
はるみ
主人公の女友達。クラスのマドンナ的存在。将来の夢は花屋。後に地元の会社に就職する。
まこと
主人公の女友達。不思議っ子キャラ。将来の夢は小説家。後に翻訳家になる。
みよ
主人公の女友達。将来の夢はアイドル。後に劇団に所属する。
ちかこ（委員長）
主人公の女友達。眼鏡っ子キャラ。後に出版社に就職する。
いく
主人公の男友達。いつも、ボーッとしていて何を考えているかわからない。将来の夢はパイロット。
ひでき
主人公の男友達。バイオリンをならっていてキザな奴。将来の夢は指揮者。
だいすけ
主人公の男友達。いつも、ビクビクしていておとなしい奴。動物が大好き。好き嫌いが多く、給食をいつも放課後まで食べている。たけしとちかことは幼稚園からの幼馴染。
たけし
主人公の男友達。ガキ大将。
ともひろ
主人公の男友達。眼鏡をかけている。ミステリー小説が好き。
たつや
隠しキャラクター